# نزهة الشقروني
نزهة الشقروني سياسية مغربية منتمية لحزب الاتحاد الاشتراكي للقوات الشعبية ولدت سنة 1955 بمدينة مكناس، شغلت مناصب عديدة خلال ادريس جطو ككاتبة للدولة مكلفة بالتضامن وشؤون المعاقين وكاتبة للدولة مكلفة بالجالية المغربية المقيمة بالخارج بين سنوات 2002 و 2007. إضافة إلى منصب كاتبة للدولة مكلفة بالأشخاص المعاقين خلال حكومة عبد الرحمن اليوسفي بين سنوات 1998 و 2002. منذ 21 يناير 2009، اختيرت لتكون سفيرة المغرب لدى دولة كندا. حصلت على درجة الدوكتوراه الفخرية من جامعة باريس 3 - السوربون الجديدة.